# أوليفر فيلدبال
أوليفر فيلدبال (بالدنماركية: Oliver Feldballe) (3 أبريل 1990 في الدنمارك - ) هو لاعب كرة قدم دانمركي في مركز الوسط. شارك مع منتخب الدنمارك تحت 19 سنة لكرة القدم. أما مع النوادي، فقد لعب مع نادي أودنسه ونادي راندرس ونادي ساربسبورغ 08 ونادي كامبور وFC Fredericia ‏.

## وصلات خارجية
- أوليفر فيلدبال على موقع قاعدة بيانات كرة القدم.إي يو (الإنجليزية)
- أوليفر فيلدبال على موقع Soccerway.com (الإنجليزية)